# Conchocarpus sordidus
Conchocarpus sordidus är en vinruteväxtart som beskrevs av J. A. Kallunki. Conchocarpus sordidus ingår i släktet Conchocarpus och familjen vinruteväxter. Inga underarter finns listade i Catalogue of Life.